# CouchDB
Apache CouchDB est un système de gestion de base de données orienté documents, écrit en langage Erlang et distribué sous licence Apache.
Conçu pour le Web, il fait partie de la mouvance NoSQL, et a été conçu pour pouvoir être réparti sur une grappe de serveurs.

## Conception
Au lieu d'être ordonnée en lignes et en colonnes, la base de données CouchDB est une collection de documents JSON. De plus, CouchDB contient un serveur HTTP qui permet d'effectuer des requêtes, et renvoie ses données sous forme JSON. On peut ainsi interroger un serveur CouchDB directement avec un navigateur Web, ou on peut exécuter des requêtes avec JavaScript. Les principales opérations effectuées sont MAP et REDUCE, voir article MapReduce. Ces opérations sont utiles lorsque la base de données est répartie, elles sont soumises à des contraintes de commutativité, d'associativité et d'idempotence.

### Types de données
Les données peuvent prendre tous les types atomiques : chaînes, entiers, nombre à virgule flottante et des types booléens. Par exemple:
“title”:”Le meilleur livre” % title type string
“edition”: 2015 % edition type entier

### Les documents
Les documents sont des objets JSON composés de paires clé-valeur, où les valeurs peuvent être de plusieurs types
```
{

    
"_id"
:
"discussion_tables"
,

    
"_rev"
:
"D1C946B7"
,

    
"Sunrise"
:
true
,

    
"Sunset"
:
false
,

    
"FullHours"
:
[
1
,
2
,
3
,
4
,
5
,
6
,
7
,
8
,
9
,
10
],

    
"Activities"
:
 
[

         
{
"Name"
:
"Football"
,
 
"Duration"
:
2
,
 
"DurationUnit"
:
"Hours"
},

         
{
"Name"
:
"Breakfast"
,
 
"Duration"
:
40
,
 
"DurationUnit"
:
"Minutes"
,
 
"Attendees"
:
[
"Jean"
,

         
"Bob"
,
 
"Maurane"
,
 
"Marie"
,
 
"Antoine"
]}

    
]

}

```

Chaque document possède un identifiant (_id) et un numéro de révision (_rev). Chaque mise à jour crée une nouvelle version, avec le même _id mais un numéro de révision différent.

### Mise à jour et cohérence des données
Supposons que l'on ait un certain document qui ait un certain identifiant (_id) et un numéro de révision (2_id1). Supposons qu'il y ait deux utilisateurs (ut_1 et ut_2) qui souhaitent écrire sur ce document. Le premier arrivant transformera la version en (3_id1). Lorsque le second arrive, il ne peut pas écrire car il souhaite écrire sur (2_id1) qui n'existe plus.

## Mise en place de CouchDB
```
curl
 
http://localhost:5984/

```

Pour savoir quelles sont les bases de données déjà présentes :
```
curl
 
-X
 
GET
 
http://127.0.0.1:5984/_all_dbs

```

Obtenir une base de données particulière, par exemple ici films :
```
curl
 
http://localhost:5984/films/

```

Chaque document dans CouchDB possède un identificateur. Cet identificateur est unique par la base de données. La commande pour l'obtenir est : 
```
curl
 
-X
 
GET
 
http://localhost:5984/_uuids

```

### Ajouter, modifier et supprimer des documents
Pour apporter des modifications, vous devez utiliser d’autres méthodes HTTP : POST, GET, PUT et DELETE.
Par exemple pour ajouter :
```
curl
 
–X
 
PUT
 
HTTP://localhost:5984/films/
 
a0b611169309cf4acfd6c19afc001eb4
 
\

-d
 
‘
{
“cle”:”valeur”
}
’

```

Pour supprimer un document, il faut donner sa révision, lire le document avant de pouvoir le supprimer. CouchDB ne supprime pas en tant que tel mais crée une nouvelle version sans le document supprimé.
```
curl
 
-i
 
-X
 
DELETE
 
\

"http://localhost:5984/films/74c7a8d2a8548c8b97da748f43000f1b"
 
\

-H
 
"If-Match: 2-17e4ce41cd33d6a38f04a8452d5a860b"

```